# Tượng đài Tadeusz Kościuszko, Kraków

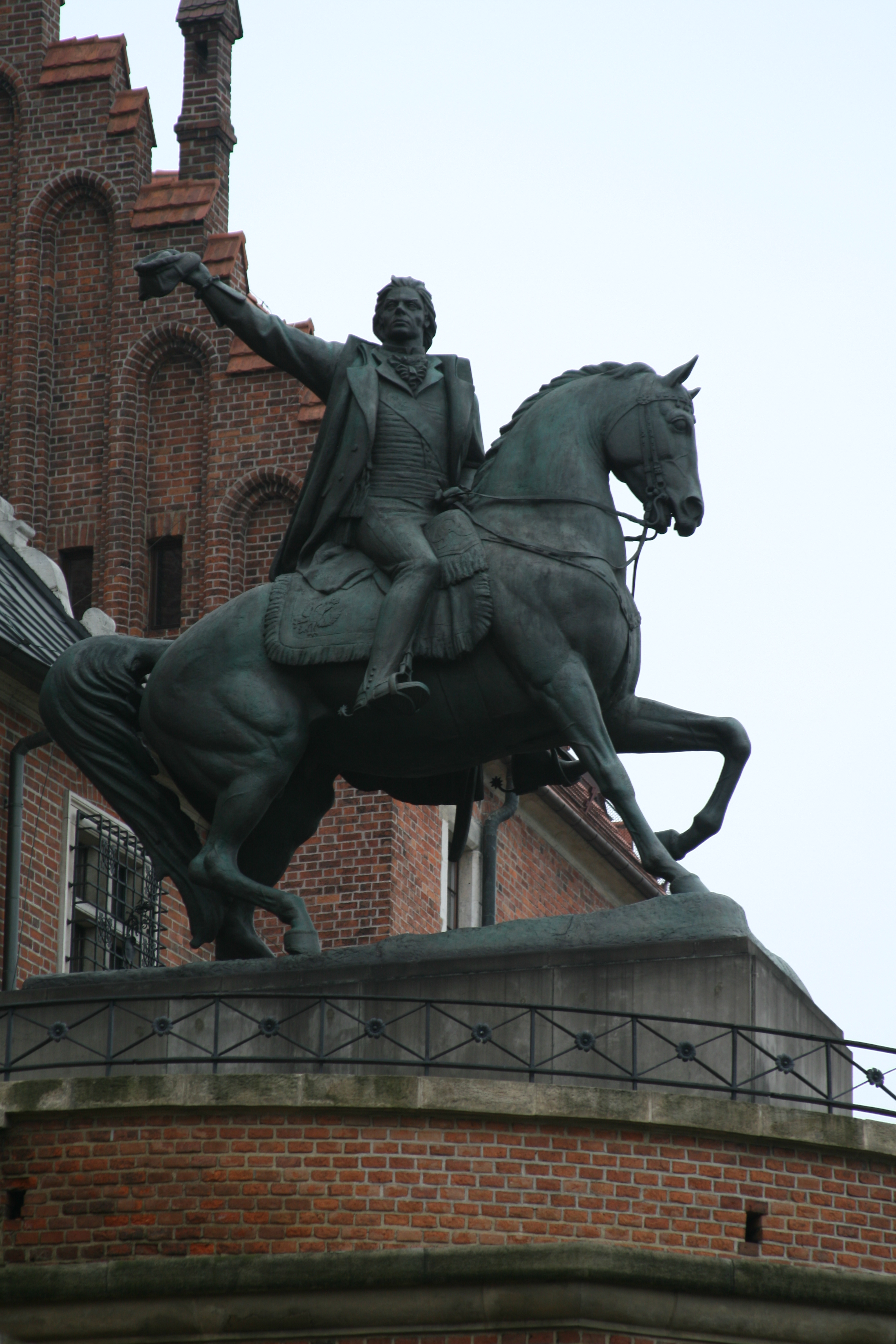
Tượng đài Tadeusz Kościuszko, Lâu đài Wawel, Kraków

Tượng đài Tadeusz Kościuszko tại Kraków (tiếng Ba Lan: Pomnik Tadeusza Kościuszki w Krakowie), là một trong những bức tượng bằng đồng nổi tiếng nhất tại Ba Lan. Đây là tác phẩm của các nghệ nhân: Leonard Marconi, giáo sư Đại học Lviv sinh ra tại Warsaw, và con trai của ông, nhà điêu khắc Antoni Popiel. Bức tượng Anh hùng Dân tộc Ba Lan và Mỹ Kościuszko đang cưỡi ngựa được đặt dọc theo lối vào phía tây của lâu đài Wawel ở Phố cổ Kraków.

## Lịch sử

Quần thể kiến trúc Wawel với vị trí của tượng Kościuszko (màu đỏ) trên đỉnh pháo đài kiên cố Władysław IV (phía bắc)

Bức tượng được đúc vào năm 1900, là mồ hôi công sức của các thành viên thuộc Hội Tadeusz Kościuszko mới thành lập, ngay sau khi giáo sư Marconi qua đời. Chính phủ Áo trong thời gian phân chia Ba Lan đã từ chối cấp phép cho vị trí đặt tượng. Cho đến năm 1920-24, khi Đệ Nhị Cộng hòa Ba Lan tái xác nhận nền độc lập sau Thế chiến thứ nhất, tượng đài mới được dựng lên, nhưng đến năm 1940 thì bị phá hủy khi Đức Quốc xã chiếm đóng Ba Lan. Bức tượng bản sao hiện tại dựng lên vào năm 1960, là món quà từ người dân thành phố Dresden, Đức dành cho Thành phố Kraków. Một bản sao khác cũng được dựng lên ở thành phố Detroit, Michigan vào năm 1978, như một món quà từ người dân Krakow, trong lễ kỷ niệm 200 năm thành lập Hoa Kỳ.
Trước thời Kościuszko, nhà nước Ba Lan hai lần bị chia cắt do các nước láng giềng: Nga, [Habsburg Monarchy], và Phổ vào đầu năm 1793. Năm 1794, bất chấp chiến thắng trong Trận chiến Racławice chống lại quân đội Nga vốn vượt trội về số lượng lính, Kościuszko tiếp tục cầm ngọn cờ đứng lên nổi dậy ở Quảng trường chính Kraków nhưng kết quả thất bại, dẫn đến Phân chia Ba Lan lần thứ ba. Kraków trở thành một phần của tỉnh Galicia, Áo trong hơn một thế kỷ. Trước khi lãnh đạo cuộc nổi dậy năm 1794, Kościuszko tham gia chiến đấu trong Chiến tranh Cách mạng Mỹ dưới quân hàm Thượng tá Lục quân Lục địa. Năm 1783, để ghi nhận cho những đóng góp của mình, ông đã được Quốc hội Lục địa cấp hàm bậc Chuẩn tướng và trở thành người mang quốc tịch Mỹ. Tadeusz Kościuszko qua đời tại Thụy Sĩ vào ngày 15 tháng 10 năm 1817. Thi hài của ông được chôn cất trong hầm mộ của một nhà thờ Dòng Tên tại Solothurn, một năm sau đó thi hài chuyển đến hầm mộ St. Leonard tại Nhà thờ chính tòa Wawel, ngay bên cạnh tượng đài.